# Неповний інтеграл Фермі — Дірака
У математиці неповний інтеграл Фермі Дірака для індексу j задається через
{\displaystyle F_{j}(x,b)={\frac {1}{\Gamma (j+1)}}\int _{b}^{\infty }{\frac {t^{j}}{\exp(t-x)+1}}\,dt.}
Це альтернативне визначення неповного полілогарифма.